# Ozzfest live 2002
Ozzfest live 2002 is een verzamelalbum met live nummers van artiesten die op het Ozzfest van 2002 speelden. Ozzfest is een festival met zowel onbekende als bekende hardrock- en metalbands, bedacht door Ozzy en Sharon Osbourne.

## Tracklist[1]
1. Ozzy Osbourne - War Pigs
2. System of a Down - Needles
3. Rob Zombie - More Human Than Human
4. P.O.D. - Outkast
5. Drowning Pool - Creeping Death (Cover van Metallica)
6. Adema - Freaking Out
7. Black Label Society - Berserkers
8. Down - Ghosts Along The Mississippi
9. Hatebreed - A Call For Blood
10. Soil met Zakk Wylde - Halo
11. Flaw - Payback
12. 3rd Strike - All Lies
13. Pulse Ultra - Big Brother
14. Ill Niño - Liar
15. Meshuggah - New Millennium Cyanide Christ
16. Andrew W.K. en Kelly Osbourne - She Is Beautiful